# Adam Vlkanova
Adam Vlkanova (Hradec Králové, 4 settembre 1994) è un calciatore ceco, centrocampista dell'Hradec Králové.

## Statistiche

### Cronologia presenze e reti in nazionale
| Cronologia completa delle presenze e delle reti in nazionale ― Rep. Ceca | Cronologia completa delle presenze e delle reti in nazionale ― Rep. Ceca | Cronologia completa delle presenze e delle reti in nazionale ― Rep. Ceca | Cronologia completa delle presenze e delle reti in nazionale ― Rep. Ceca | Cronologia completa delle presenze e delle reti in nazionale ― Rep. Ceca | Cronologia completa delle presenze e delle reti in nazionale ― Rep. Ceca | Cronologia completa delle presenze e delle reti in nazionale ― Rep. Ceca | Cronologia completa delle presenze e delle reti in nazionale ― Rep. Ceca |
| Data                                                                     | Città                                                                    | In casa                                                                  | Risultato                                                                | Ospiti                                                                   | Competizione                                                             | Reti                                                                     | Note                                                                     |
| ------------------------------------------------------------------------ | ------------------------------------------------------------------------ | ------------------------------------------------------------------------ | ------------------------------------------------------------------------ | ------------------------------------------------------------------------ | ------------------------------------------------------------------------ | ------------------------------------------------------------------------ | ------------------------------------------------------------------------ |
| 9-6-2022                                                                 | Lisbona                                                                  | Portogallo                                                               | 2 – 0                                                                    | Rep. Ceca                                                                | UEFA Nations League 2022-2023 - 1º turno                                 | -                                                                        | 73’                                                                      |
| 24-9-2022                                                                | Praga                                                                    | Rep. Ceca                                                                | 0 – 4                                                                    | Portogallo                                                               | UEFA Nations League 2022-2023 - 1º turno                                 | -                                                                        | 63’                                                                      |
| 27-9-2022                                                                | San Gallo                                                                | Svizzera                                                                 | 2 – 1                                                                    | Rep. Ceca                                                                | UEFA Nations League 2022-2023 - 1º turno                                 | -                                                                        |                                                                          |
| Totale                                                                   |                                                                          | Presenze                                                                 | 3                                                                        |                                                                          | Reti                                                                     | 0                                                                        |                                                                          |

## Palmarès

### Club

#### Competizioni nazionali
- Fotbalová národní liga: 1

Hradec Králové: 2020-2021